# Lucky Luke
Lucky Luke é uma série de banda desenhada ou história em quadrinhos, de origem franco-belga, ambientada no Velho Oeste americano e criada em 1946 por Morris.

## História
Depois de Tintim e de Asterix, Lucky Luke é a série mais popular e a mais vendida entre o género na Europa.
Parte parodia, parte tributo ao mítico Oeste Selvagem, as primeiras histórias foram roteirizadas e ilustrados pelo belga Morris aliás, Maurice de Bévère, em 1946 (1923-2001). O principal argumentista das edições seguintes da série é René Goscinny (1926-1977), famoso criador de Asterix. Após a morte de Goscinny, vários se alternaram na tarefa de criar argumentos para os novos álbuns.
Lucky Luke caracterizou-se por ter sempre ao canto da boca um cigarro, mas a partir de 1983 Morris decidiu substituir o mesmo por uma palha, o que lhe valeu o reconhecimento da Organização Mundial de Saúde (OMS), recebendo a 7 de Abril de 1988 em Genebra uma medalha, pelas jornadas mundiais sem tabaco.
Em muitos álbuns, Lucky Luke encontra-se com heróis não fictícios do Velho Oeste como Calamity Jane, Billy The Kid, Jesse James ou Roy Bean entre outros. Foi publicado em inúmeros idiomas.

## Personagens
- Lucky Luke — O cowboy que dispara mais rápido do que a própria sombra, enfrenta em todas as suas aventuras o crime e a injustiça. Um verdadeiro super herói.
- Irmãos Dalton — Inimigos recorrentes de Lucky Luke, completamente broncos (em ordem crescente em altura e estupidez), Joe, William, Jack, e Averell. São primos dos verdadeiros irmãos Dalton, que apareceram também numa história.
- Jolly Jumper — “O cavalo mais esperto do mundo”. O cavalo de Lucky Luke.
- Rantanplan — “O cão mais estúpido do universo”. Um cão que acompanha muitas vezes, Luky Luke e Jolly Jumper.
- Billy The Kid — Outro inimigo recorrente de Lucky Luke. Ele é um dos bandidos mais perigosos do velho oeste.

## Filmes e televisão
No início dos anos 90, foi lançado um filme e uma série de televisão, com Terence Hill no papel de Lucky Luke. Em 2004 houve um filme chamado Les Dalton, com Til Schweiger no papel do famoso cowboy. No filme de 2009 o ator Jean Dujardin interpretou o papel.

### Filmes de animação
- Daisy Town (1971)
- La Ballade des Dalton (1978)
- Les Dalton en cavale (1983)
- Go West! A Lucky Luke Adventure

### Filmes live-action
- Lucky Luke (1991)
- Lucky Luke 2 (1991)
- Les Dalton (2004)
- Lucky Luke (2009)